# Elecciones generales de Japón de 1972
Las elecciones generales se celebraron en Japón el 10 de diciembre de 1972. El resultado fue una victoria para el Partido Liberal Democrático, el cual ganó 271 de los 491 escaños. La participación fue 71.76 %.

## Resultados
| Partido                   | Partido                        | Votos      | %      | Escaños | +/-   |
| ------------------------- | ------------------------------ | ---------- | ------ | ------- | ----- |
|                           | Partido Liberal Democrático    | 24 563 199 | 46.85  | 271     | -17   |
|                           | Partido Socialista de Japón    | 11 478 742 | 21.90  | 118     | +28   |
|                           | Partido Comunista de Japón     | 5 496 827  | 10.49  | 38      | +24   |
|                           | Komeitō                        | 4 436 755  | 8.46   | 29      | -18   |
|                           | Partido Socialista Democrático | 3 660 953  | 6.98   | 19      | -12   |
|                           | Otros partidos                 | 143 019    | 0.27   | 2       | +2    |
|                           | Independientes                 | 2 645 582  | 5.05   | 14      | -2    |
|                           |                                |            |        |         |       |
| Votos válidos             | Votos válidos                  | 52 425 079 | 99.04  |         |       |
| Votos nulos/en blanco     | Votos nulos/en blanco          | 510 234    | 0.96   |         |       |
| Total                     | Total                          | 52 425 079 | 100.00 | 491     | +5    |
| Registrados/Participación | Registrados/Participación      | 73 769 636 | 71.76  | +3.16   | +3.16 |